# Arizona-Esche

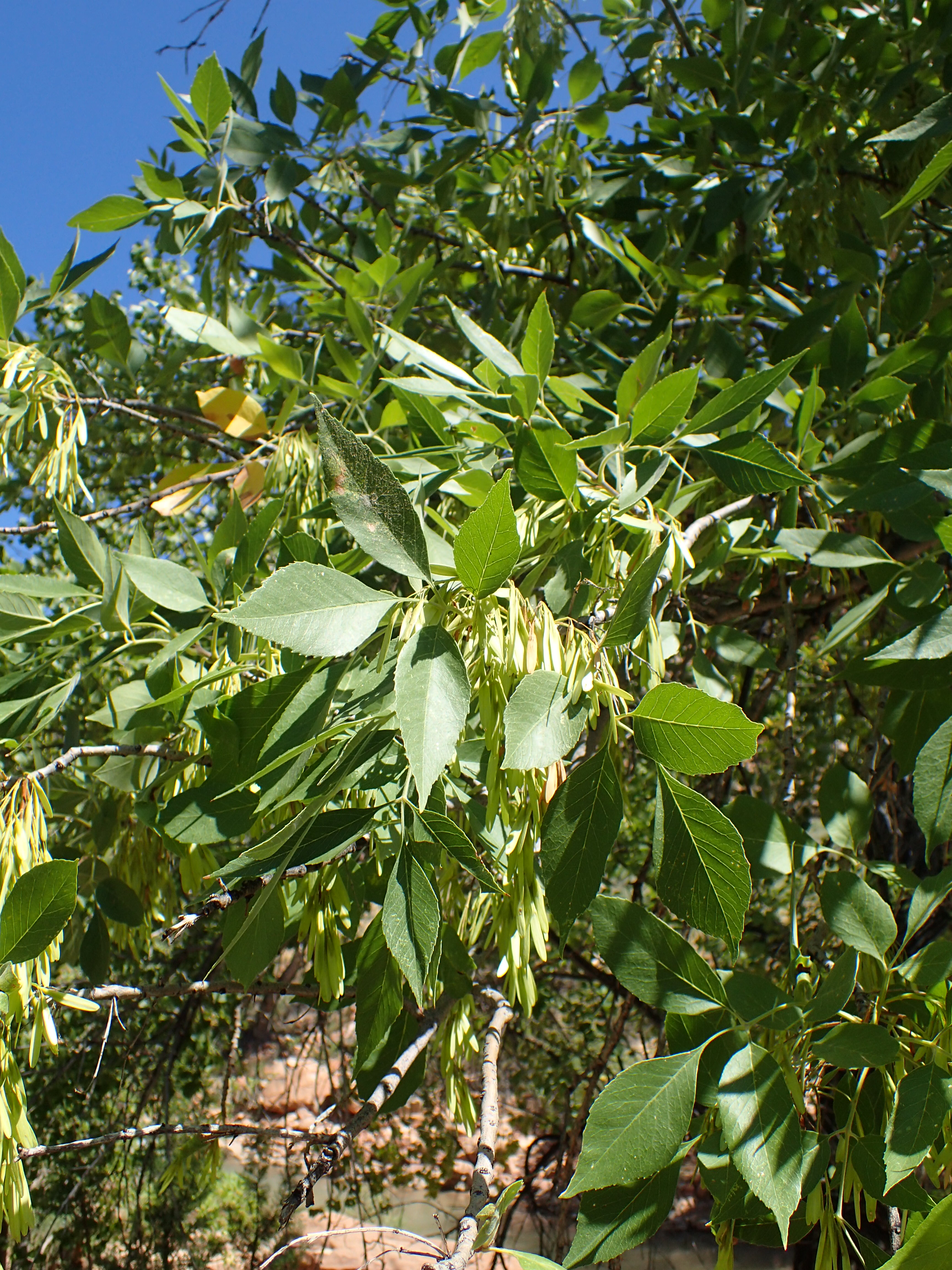
Blätter und junge Früchte

Die Arizona-Esche (Fraxinus velutina) ist eine Laubbaumart aus der Gattung der Eschen in der Familie der Ölbaumgewächse. Ihr natürliches Verbreitungsgebiet liegt im Südwesten der Vereinigten Staaten und auf Baja California.

## Beschreibung
Die Arizona-Esche ist ein 10 bis 15 Meter hoher Laubbaum mit rundlicher Krone und aufstrebenden Ästen. Die Zweige sind dünn und kahl bis dicht samtig behaart. Die Endknospen sind braun und kegel- bis eiförmig. 
Die gegenständigen und gestielten Laubblätter sind 8 bis 15 Zentimeter lang, unpaarig gefiedert und bestehen aus 3 bis 9, meist 5 sitzenden oder bis zu 6 Millimeter lang gestielten Blättchen. Die ganzrandigen bis gesägten Blättchen sind 5 bis 10 Zentimeter lang, eiförmig bis elliptisch, lanzettlich, seltener verkehrt-eiförmig, spitz bis zugespitzt, manchmal stumpf, mit keilförmiger bis abgerundeter Basis. Öfters ist die Blättchenunterseite behaart.
Die Blüten sind zweihäusig diözisch verteilt und stehen in kurzen, oft behaarten, seitenständigen Rispen. Kronblätter fehlen. Die Blüten erscheinen mit den Blättern im Mai. 
Als Früchte werden 1,5 bis 2 Zentimeter lange, flache, einseitig geflügelte und einsamige Nussfrüchte gebildet, deren Flügelsaum bis zur Mitte herabläuft.

## Verbreitung und Ökologie
Das Verbreitungsgebiet der Arizona-Esche reicht von Süd-Kalifornien über Arizona bis nach Neu-Mexiko und nach Süden bis zur Baja California. Dort gedeiht sie als Auen- und Ufergehölz auf mäßig trockenen bis frischen, schwach sauren bis stark alkalischen, sandigen, kiesigen oder lehmigen, nährstoffreichen Böden an sonnigen Standorten. Sie ist wärmeliebend und meist frosthart.

## Systematik
Die Arizona-Esche (Fraxinus velutina)  ist eine Art aus der Gattung der Eschen (Fraxinus) aus der Familie der Ölbaumgewächse (Oleaceae). Sie wird der Sektion Melioides zugeordnet. Ein Synonym der Art ist Fraxinus pennsylvanica subsp. velutina G. N. Mill., womit sie als Unterart der Rot-Esche zugeordnet wird.
Neben der Nominatform Fraxinus velutina var. velutina wird die Varietät Fraxinus velutina var. coriacea (S. Wats.) Rehder unterschieden. Sie unterscheidet sich durch die stärker ledrigen und netznervigen und weniger behaarten Blätter. Man findet die Varietät in Kalifornien.